# Parrosaurus missouriensis
Il parrosauro (Parrosaurus missouriensis) è un dinosauro erbivoro appartenente agli adrosauridi, o dinosauri a becco d'anatra. Visse nel Cretaceo superiore (Maastrichtiano, circa 70 milioni di anni fa) e i suoi resti fossili sono stati ritrovati in Nordamerica (Missouri).

## Classificazione
Descritto per la prima volta nel 1945 da Charles W. Gilmore e Stewart, questo dinosauro è noto solo per una serie di vertebre caudali, inizialmente ritenute appartenere a un sauropode a causa della grande taglia dei reperti; a questo animale è stata attribuita anche una mascella parziale. Si pensò quindi che Parrosaurus fosse un sauropode simile a Camarasaurus, e che rappresentasse una fauna relitta di sauropodi sopravvissuti nel Cretaceo superiore nella parte orientale del Nordamerica, all'epoca separata dal resto del continente da un largo braccio di mare interno.
Solo molti anni più tardi i resti vennero riesaminati e attribuiti alla famiglia degli adrosauridi, i dinosauri a becco d'anatra molto diffusi in Nordamerica. Data la scarsità dei resti, è impossibile determinare un'attribuzione certa a questi resti, e Parrosaurus rimane un nomen dubium. In ogni caso, testimonia l'esistenza di adrosauri giganti (lunghezza circa 15 metri) negli Stati Uniti orientali; altri adrosauri di dimensioni colossali vissuti qualche milione di anni prima negli Stati Uniti orientali sono gli altrettanto enigmatici Hypsibema e Ornithotarsus.

## Significato del nome
Gilmore e Stewart descrissero inizialmente i resti come Neosaurus missouriensis, dal greco neos ("nuovo", "inaspettato"), con riferimento alla strana collocazione geografica e temporale delle vertebre caudali del presunto sauropode. Il nome Neosaurus, però, era già stato utilizzato da Franz Nopcsa nel 1923 per descrivere un altro rettile fossile. Lo stesso Gilmore, quindi, sempre nel 1945 cambiò il nome da Neosaurus a Parrosaurus, in onore di Albert Eide Parr, uno zoologo statunitense poi direttore dell'American Museum of Natural History.